# Kryterium Asów Polskich Lig Żużlowych im. Mieczysława Połukarda 1990

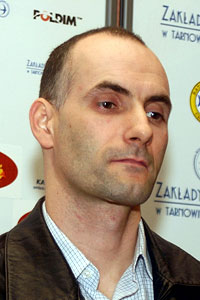
Tomasz Gollob

IX Kryterium Asów Polskich Lig Żużlowych im. Mieczysława Połukarda odbył się 25 marca 1990. Zwyciężył Tomasz Gollob.

## Wyniki
- 25 marca 1990 (niedziela), Stadion Polonii Bydgoszcz

| Msc. | Zawodnik                  | Klub                  | Pkt  |             |  |
| ---- | ------------------------- | --------------------- | ---- | ----------- |  |
| 1    | (11) Tomasz Gollob        | Polonia Bydgoszcz     | 15   | (3,3,3,3,3) |  |
| 2    | (3) Piotr Świst           | Stal Gorzów Wlkp.     | 11   | (2,2,2,3,2) |  |
| 3    | (5) Antoni Skupień        | ROW Rybnik            | 10+3 | (3,0,3,2,2) |  |
| 4    | (7) Zenon Kasprzak        | Unia Leszno           | 10+2 | (2,0,2,3,3) |  |
| 5    | (9) Wojciech Załuski      | Kolejarz Opole        | 10+1 | (1,3,3,1,2) |  |
| 6    | (14) Jacek Woźniak        | Polonia Bydgoszcz     | 9    | (2,3,1,2,1) |  |
| 7    | (4) Jerzy Głogowski       | Motor Lublin          | 8    | (0,3,3,2,0) |  |
| 8    | (1) Ryszard Dołomisiewicz | Polonia Bydgoszcz     | 8    | (3,2,d,0,3) |  |
| 9    | (13) Wojciech Żabiałowicz | Apator Toruń          | 6    | (0,1,0,2,3) |  |
| 10   | (6) Jacek Gomólski        | Start Gniezno         | 6    | (1,0,2,3,0) |  |
| 11   | (2) Jan Krzystyniak       | Stal Rzeszów          | 6    | (1,2,2,d,1) |  |
| 12   | (15) Jacek Rempała        | Unia Tarnów           | 5    | (3,1,1,0,0) |  |
| 13   | (8) Sławomir Drabik       | Włókniarz Częstochowa | 5    | (0,2,0,1,2) |  |
| 14   | (10) Janusz Stachyra      | Stal Rzeszów          | 5    | (2,1,1,0,1) |  |
| 15   | (12) Andrzej Huszcza      | Falubaz Zielona Góra  | 3    | (0,1,0,1,1) |  |
| 16   | (16) Jarosław Olszewski   | Wybrzeże Gdańsk       | 3    | (1,d,1,1,0) |  |

Bieg po biegu
1. Dołomisiewicz, Świst, Krzystyniak, Głogowski
2. Skupień, Kasprzak, Gomólski, Drabik
3. Gollob, Stachyra, Załuski, Huszcza
4. Rempała, Woźniak, Olszewski, Żabiałowicz
5. Załuski, Dołomisiewicz, Żabiałowicz, Skupień
6. Woźniak, Krzystyniak, Stachyra, Gomólski
7. Gollob, Świst, Rempała, Kasprzak
8. Głogowski, Drabik, Huszcza, Olszewski (d)
9. Gollob, Gomólski, Olszewski, Dołomisiewicz (d)
10. Skupień, Krzystyniak, Rempała, Huszcza
11. Załuski, Świst, Woźniak, Drabik
12. Głogowski, Kasprzak, Stachyra, Żabiałowicz
13. Kasprzak, Woźniak, Huszcza, Dołomisiewicz
14. Gollob, Żabiałowicz, Drabik, Krzystyniak (d)
15. Świst, Skupień, Olszewski, Stachyra
16. Gomólski, Głogowski, Załuski, Rempała
17. Dołomisiewicz, Drabik, Stachyra, Rempała
18. Kasprzak, Załuski, Krzystyniak, Olszewski
19. Żabiałowicz, Świst, Huszcza, Gomólski
20. Gollob, Skupień, Woźniak, Głogowski
21. Bieg dodatkowy o trzecie miejsce: Skupień, Kasprzak, Załuski